# Andrew Bailey (Basketballspieler)
Andrew Lloyd Bailey (* 12. Oktober 1968 in London) ist ein ehemaliger britischer Basketballspieler.

## Laufbahn
Bailey spielte ab 1990 in der British Basketball League (BBL) und erzielte in der Saison 1990/91 im Schnitt 23,3 Punkte je Begegnung für die Mannschaft London Docklands, die ab 1991 London Towers hieß. Bei den Hauptstädtern blieb der 1,83 Meter große Aufbauspieler, der auch englischer Nationalspieler war, bis 1995.
Er wechselte zur Saison 1995/96 innerhalb der BBL zu den Worthing Bears, mit denen er ebenfalls am Europapokalwettbewerb Korać-Cup teilnahm. In der Saison 1996/97 spielte Bailey für den deutschen Zweitligisten BC Johanneum Hamburg unter Trainer Heiner Zarnack.
Bailey ging nach dem Spieljahr in Deutschland in sein Heimatland zurück, wo er von 1997 bis 1999 bei der BBL-Mannschaft Newcastle Eagles spielte. In der Saison 1999/2000 stand er in Diensten des deutschen Regionalligisten BG Ludwigsburg und schaffte mit dieser ungeschlagen den Aufstieg in die 2. Basketball-Bundesliga. Anschließend verließ er Ludwigsburg. Er wurde später als Trainer tätig, unter anderem an einer Basketballschule in London.